# Bazoches-et-Saint-Thibaut
Bazoches-et-Saint-Thibaut es una comuna nueva francesa situada en el departamento de Aisne, de la región de Alta Francia.

## Historia
Fue creada el 1 de enero de 2022, en aplicación de una resolución del prefecto de Aisne de 30 de septiembre de 2021 con la unión de las comunas de Bazoches-sur-Vesles y Saint-Thibaut, pasando a estar el ayuntamiento en la antigua comuna de Bazoches-sur-Vesles.

## Demografía
Según los datos aportados en la resolución del prefecto de Aisne, la comuna se crea con 542 habitantes.

## Composición
| Comuna delegada     | Código INSEE | Población (2022) | Superficie (km²) | Densidad (hab./km²) |
| ------------------- | ------------ | ---------------- | ---------------- | ------------------- |
| Bazoches-sur-Vesles | 02054        | 430              | 9.49             | 45                  |
| Saint-Thibaut       | 02695        | 87               | 4.13             | 21                  |